# مایکل باکلی (ستاره اینترنتی)
مایکل باکلی (به انگلیسی: Michael Buckley) (متولد ۸ ژوئن ۱۹۷۵) یک کمدین اینترنتی و ولاگر (ترکیب ویدئو و بلاگر) است. ویدئوهای وی در یوتیوب ماهانه چندین میلیون بازدید دارند.
وی همجنس‌گرا و با همسرش، مایکل، پنج فرزند دارند.